# В ожидании Луны
«В ожидании Луны» (англ. Waiting for the Moon) — мелодрама 1987 года, посвящённая американской писательнице Гертруде Стайн и её подруге Алисе Токлас.

## Сюжет
История об одном лете из жизни Гертруды Стайн и Алисы Токлас. Они прожили вместе почти сорок лет, и их связывала и любовь, и труд, и взаимопомощь. Их Парижская квартира была пристанищем модернизма, их салон посещали самые современные художники и писатели тех лет: Эрнест Хемингуэй и Пабло Пикассо, Гийом Аполлинер и Эдвард Хоппер. Преданная до глубины души Алиса ухаживает за хворающей Стайн, помогает ей в работе и готова предложить всю свою любовь и поддержку вспыльчивой подруге.

## Актёрский состав
| В ролях          |  | Персонаж         |
| ---------------- |  | ---------------- |
| Линда Бассетт    |  | Гертруда Стайн   |
| Линда Хант       |  | Алиса Токлас     |
| Жак Буде         |  | Гийом Аполлинер  |
| Пьер-Ален Шапю   |  | Священник        |
| Бернадетта Лафон |  | Фернан Оливье    |
| Брюс Макгилл     |  | Эрнест Хемингуэй |

## Награды
Фильм получил следующие награды:
| Награды            | Награды | Награды            | Награды   | Награды       |
| ------------------ | ------- | ------------------ | --------- | ------------- |
| Фестиваль / Премия | Год     | Награда            | Категория | Победитель    |
| Сандэнс            | 1987    | Приз большого жюри |           | Джил Годмилов |